# مسجد سومينيب الكبير
مسجد سومينيب الكبير هو مسجد يقع في سومينيب مادورا في إندونيسيا .

## العمارة
عمارة مسجد سومينيب الكبير تأثر بالكثير من الثقافة الصينية وثقافة أوروبا وجاوة ومادورا، واحدة من بوابات المدخل الرئيسي للمسجد صممت على النمط الدقيق للهندسة المعمارية للثقافة الصينية، المبنى الرئيسي للمسجد قام على تلوين الباب الرئيسي ونوافذ المسجد، في حين أن المناطق الداخلية من المسجد أكثر عرضة للتأثر بالثقافة الصينية، مأذنة المسجد تتميز بتصميم أثرت فيها الثقافة البرتغالية المعمارية والمآذنة يبلغ ارتفاعها 50 متر وتقع في الجانب الغربي من المسجد، الذي بني في عهد الأمير بارتينغكوسوما، على يمين ويسار البوابة الرئيسية هناك قبة ضخمة.

### الداخل
النحت والنقش وجدت تحت تأثير الثقافات المختلفة حيث يزين النوافذ والأبواب، ولوحظ النقش على الباب الرئيسي للمسجد ومدى تأثر بالثقافة الصينية مع استخدام الألوان الزاهية، بجانب الباب الأمامي للمسجد هناك نقش فوق الباب مكتوب بخط اليد باللغة العربية، وهناك 13 عمود من أعمدة المسجد وهي غاية في الضخامة، وفي الخارج هناك 20 ركايزة، بالإضافة لوجود منبرين جميلين أتت من العراق .

### بوابة مسجد
جدران المساجد مليئة بالبوابات على شكل أقواس، والباب الموجود في الشرفة تم إعادة تصميمه وكتب عليه كلمة باللغة العربية وهي الغفور، وهو ما يعني مكانا للمغفرة، وهذه البوابة تحتوي الكثير من الزخرفة، فوق بوابة المسجد هناك اثنين من الثقوب على شكل الحلي دون غطاء حيث تشابه العين البشرية، على الجانب الأيمن من البوابة هناك نوعان من الأبواب المقوسة .